# Прерывание
Прерывание — одна из базовых концепций вычислительной техники, которая заключается в том, что при наступлении какого-либо события происходит передача управления специальной процедуре, называемой обработчиком прерываний (ISR, англ. Interrupt Service Routine). В отличие от условных и безусловных переходов, прерывание может быть вызвано в любом месте программы, в том числе если выполнение программы приостановлено, и обусловлено обычно внешними по отношению к программе событиями. После выполнения необходимых действий, обработчик прерываний, как правило, возвращает управление прерванной программе.

## Назначение
Как правило, прерывания используются для работы с периферийными устройствами. К примеру, требуется направить запрос на загрузку данных с диска в память, и пока идёт загрузка — производить какие-либо другие операции, либо остановить выполнение до получения прерывания, а после окончания загрузки перейти к обработчику прерывания, который начнёт обработку поступивших данных. С помощью прерываний также может быть реализована многозадачность, отладка программ, эмуляция определённых устройств и т.д.

## Виды
В зависимости от источника возникновения сигнала прерывания делятся на:
- асинхронные, или внешние (аппаратные) — события, которые исходят от внешних аппаратных устройств (например, периферийных устройств) и могут произойти в любой произвольный момент: сигнал от таймера, сетевой карты или дискового накопителя, нажатие клавиш клавиатуры, движение мыши. Факт возникновения в системе такого прерывания трактуется как запрос на прерывание (англ. Interrupt request, IRQ): устройства сообщают, что они требуют внимания со стороны ОС;
- синхронные, или внутренние — события в самом процессоре как результат нарушения каких-то условий при исполнении машинного кода: деление на ноль или переполнение стека, обращение к недопустимым адресам памяти или недопустимый код операции;
- программные (частный случай внутреннего прерывания) — инициируются исполнением специальной инструкции в коде программы. Программные прерывания, как правило, используются для обращения к функциям встроенного программного обеспечения (firmware), драйверов и операционной системы.

Термин «ловушка» (англ. trap) иногда используется как синоним термина «прерывание» или «внутреннее прерывание». Как правило, словоупотребление устанавливается в документации производителя конкретной архитектуры процессора.

## Маскирование
Внешние прерывания, в зависимости от возможности запрета, делятся на:
- маскируемые — прерывания, которые можно запрещать установкой соответствующих битов в регистре маскирования прерываний (в x86-процессорах — сбросом флага IF в регистре флагов);
- немаскируемые (англ. Non-maskable interrupt, NMI) — обрабатываются всегда, независимо от запретов на другие прерывания. К примеру, такое прерывание может быть вызвано сбоем в микросхеме памяти.

Обработчики прерываний обычно пишутся таким образом, чтобы время их обработки было как можно меньшим, поскольку во время их работы не могут обрабатываться другие прерывания, а если их будет много (особенно от одного источника), то они могут теряться. В Windows для этого применяется механизм отложенного вызова процедур.

## Приоритизация
До окончания обработки прерывания обычно устанавливается запрет на обработку этого типа прерывания, чтобы процессор не входил в цикл обработки одного прерывания. Приоритизация означает, что все источники прерываний делятся на классы и каждому классу назначается свой уровень приоритета запроса на прерывание.
- Относительное обслуживание прерываний означает, что если во время обработки прерывания поступает более приоритетное прерывание, то это прерывание будет обработано только после завершения текущей процедуры обработки прерывания.
- Абсолютное обслуживание прерываний означает, что если во время обработки прерывания поступает более приоритетное прерывание, то текущая процедура обработки прерывания вытесняется, и процессор начинает выполнять обработку вновь поступившего более приоритетного прерывания. После завершения этой процедуры процессор возвращается к выполнению вытесненной процедуры обработки прерывания.

## Таблица прерываний
Вектор прерывания — закреплённый за устройством номер, который идентифицирует соответствующий обработчик прерываний. Векторы прерываний объединяются в таблицу векторов прерываний, содержащую адреса обработчиков прерываний. Местоположение таблицы зависит от типа и режима работы процессора.

## Прозрачность
Предполагается, что прерывание должно обеспечивать прозрачность — то есть за исключением данных, которые должны быть изменены исходя из назначения прерывания, после окончания обработки прерывания процессор должен быть возвращён в то же состояние, в котором он был в момент его вызова. В простейшем случае достаточно сохранить состояние всех регистров процессора в стек.

## Программное прерывание
Программное прерывание — синхронное прерывание, которое может осуществить программа с помощью специальной инструкции.
В процессорах архитектуры x86 для явного вызова синхронного прерывания имеется инструкция Int, аргументом которой является номер прерывания (от 0 до 255). В IBM PC-совместимых компьютерах обработку некоторых прерываний осуществляют подпрограммы BIOS, хранящиеся в ПЗУ, и прерывание служит интерфейсом для доступа к сервису, предоставляемому BIOS. Также обслуживание прерываний могут взять на себя BIOS карт расширений (например, сетевых или видеокарт), операционная система и даже обычные (прикладные) программы, которые постоянно находятся в памяти во время работы других программ (т. н. резидентные программы). В отличие от реального режима, в защищённом режиме x86-процессоров обычные программы не могут обслуживать прерывания, эта функция доступна только системному коду (операционной системе).
MS-DOS использует для взаимодействия со своими модулями и прикладными программами прерывания с номерами от 20h до 3Fh (числа даны в шестнадцатеричной системе счисления, как это принято при программировании на языке ассемблера x86). Например, доступ к основному множеству функций MS-DOS осуществляется исполнением инструкции Int 21h (при этом номер функции и её аргументы передаются в регистрах). Это распределение номеров прерываний не закреплено аппаратно и другие программы могут устанавливать свои обработчики прерываний вместо или поверх уже имеющихся обработчиков, установленных MS-DOS или другими программами, что, как правило, используется для изменения функциональности или расширения списка системных функций. Также этой возможностью пользуются вирусы.